# Jörn-Uwe Lommel
Jörn-Uwe Lommel (født 21. februar 1958 i Siegen) er en tidligere tysk håndboldspiller og har tidligere været landstræner for Kinas kvindehåndboldlandshold, indtil 2019.
Han har tidligere været cheftræner og assistenttræner i store klubber som THW Kiel, TUSEM Essen og Füchse Berlin. Han var også landstræner Egyptens herrehåndboldlandshold, fra 2009 til 2012.
Som landstræner for Kina, var han med til at vinde bronze ved Asienmesterskabet i 2018 i Japan, efter bronzekampsejr over Kasakhstan, med cifrene 27-21. Holdet vandt også en sølvmedalje ved Asiatiske lege 2018 i Jakarta.